# Josef Straňák
Josef Straňák (21. března 1902 – 1982) byl český a československý politik a poválečný poslanec Prozatímního Národního shromáždění za Československou sociální demokracii.

## Biografie
V letech 1945–1946 byl poslancem Prozatímního Národního shromáždění za ČSSD. V parlamentu setrval až do parlamentních voleb v roce 1948.